# Valle Castellana
Valle Castellana est une commune italienne d'environ 1 100 habitants située dans la province de Teramo, dans la région Abruzzes, en Italie méridionale.

## Géographie
Valle Castellana a la particularité d'avoir la densité de population la plus faible d'Italie et d'être situé entre deux régions d'Italie ; les Marche et l'Abruzzo, séparées par une rivière que l'on appelle « castellano ». La commune est divisée en hameaux (dits « frazioni ») distants de plusieurs kilomètres (parfois jusqu'à 20 km) du hameau principal et pouvant se trouver jusqu'à 1 300 m d'altitude, reliés par des routes sinueuses serpentant le long des flancs de montagne.
Le climat est de type montagnard/méditerranéen ; l'été peut être très chaud bien que la chaleur soit atténuée par l'altitude et est ponctué de temps à autre par de violents orages surtout en fin de journée. L'hiver peut y être rude avec des chutes de neige pouvant atteindre plusieurs dizaines de centimètres, mais ne durant pas longtemps et laissant place à de longues périodes de temps sec.
La végétation y est extrêmement dense, composée principalement d'arbres à feuilles caduques (châtaigniers, chênes, bouleaux...) et à partir d'une certaine altitude de différents types de sapins.

## Économie
Parmi les activités économiques traditionnelles on retrouve surtout la sylviculture, l'élevage d'ovins et la chasse (la viande et fromage de brebis de cette région sont renommés). Le peu de terres cultivables auparavant exploitées sont abandonnées par les jeunes générations qui préfèrent massivement émigrer en ville du moins pour leur travail.
La commune s'est récemment dotée d'une infrastructure touristique surtout depuis son intégration dans le parc naturel (Parc national du Gran Sasso e Monti della Laga) - ce qui ne va pas sans heurts avec le populations locales[réf. nécessaire] (problèmes liés aux libertés d'user des terres privées comme bon semble, limitation de la chasse de la pêche et de la cueillette) - mettant en valeur le terroir à travers des espaces naturels exceptionnels et le tourisme alimentaire (en particulier la viande, champignons et charcuteries).

## Monuments et patrimoine
- Château Manfrino
- Réserve naturelle régionale des Gorges de Salinello

## Administration
| Période                                  | Période  | Identité            | Étiquette     | Qualité |
| ---------------------------------------- | -------- | ------------------- | ------------- | ------- |
| 28 mai 2002                              | En cours | Massimo Di Giacinto | Centro-Destra |         |
| Les données manquantes sont à compléter. |          |                     |               |         |

### Hameaux
Ceraso, Cerquito, Cerro, Cesano, Collegrato, Coronelle, Corvino, Fischiolo, Fornisco, Laturo, Leofara, Macchia da Borea, Macchia da Sole, Mattere, Morrice, Olmeto, Pascellata, Piano Maggiore, Pietralta, Prevenisco, Rio di Lame, San Giacomo, San Vito, Santo Stefano, Setteceri, Stivigliano, Valle Pezzata, Vallenquina, Valloni, Valzo, Vignatico, Valle Fara, San Martino, Casanova, Ceppo, Colle, Basto, Santa Rusina, Villa Franca.Riolo,Forcella,Vosci

### Communes limitrophes
Accumoli (RI), Acquasanta Terme (AP), Amatrice (RI), Arquata del Tronto (AP), Ascoli Piceno (AP), Campli, Civitella del Tronto, Rocca Santa Maria, Torricella Sicura.